# Андреєвський Аркадій Степанович
Аркадій Степанович Андреєвський (1812  – 1881) – голова Олонецької та Катеринославської казенних палат, дійсний статський радник.

## Біографія
А. С. Андреєвський народився 6 (18) березня 1812 року.               
Вихованець педагогічного інституту та філософського відділення  Рішельєвського ліцею, випускник 1830 року.
З 18 грудня 1830 року до 1 лютого 1832 року служив нагладачем вихованців Рішельєвського ліцею.
1832 року склав іспити за правове та політичної економії відділення Рішельєвського ліцею.
У 1832–1836 роках служив у канцеляріях Новоросійського та Бессарабського генерал-губернатора, Ізмаїльського градоначальника. У подальшому був чиновником з особливих доручень при губернаторі Новоросійського краю, радником Кавказького намісника, Тифліським губернським прокурором, головою Олонецької та Катеринославської казенних палат.
У 1856 році здобув чин дійсного статського радника, а в 1865 році вийшов у відставку.
Помер 7 (19) травня 1881 року.

## Нагороди
- Орден Св. Анни 2 ст.

## Родина
- Брат: Андрієвський Ераст Степанович (1808 – 1872) – доктор медицини, курортолог.
- Дружина: Андреєвська (уродж. Герсеванова) Віра Миколаївна (1822 — після 1896).
- Дочка: Андреєвська Марія Аркадіївна (7.1846 — 17.8.1863).
- Син: Андреєвський Михайло Аркадійович (29.12.1847 — 10.7.1879) — ординарний професор чистої математики  Варшавського університету.
- Син: Андреєвський Сергій Аркадійович (29.12.1847 — 9.11.1918)  – російський адвокат, поет, прозаїк і літературний критик.
- Син: Андреєвський Павло Аркадійович  (29.6.1849 — 20.3.1890) –  російський драматург і театральний критик.
- Син: Андреєвський Микола Аркадійович (14.10.1852 — 27.9.1880).
- Син: Андреєвський Анастасій Аркадійович (1858 — 1864).
- Син: Андреєвська Євдокія Аркадіївна (1858 — 1887).